# 36 del Serpentari
36 del Serpentari (36 Ophiuchi) és una sistema estel·lar en la constel·lació del Serpentari situat a 19,5 anys llum del Sistema Solar. Es troba en l'extrem sud de la constel·lació, al sud de θ Ophiuchi. La component C orbita entorn del parell interior format per A i B.
36 del Serpentari A (GJ 663 A / HD 155886 / HR 6402) és una nan taronja de tipus espectral K0V la temperatura del qual és de 5100 K. Semblant a α Centauri B, brilla amb una lluminositat corresponent al 28 % de la lluminositat solar. Té una massa de 0,85 masses solars i un radi equivalent al 81 % del radi solar.
La seua metal·licitat, basada en la seva abundància en ferro, és aproximadament la meitat que en el Sol.
36 del Serpentari B (GJ 663 B / HD 155885 / HR 6401) té unes característiques físiques gairebé idèntiques a 36 Ophiuchi A, si bé és un estel una mica més fred de tipus K1V. L'òrbita de l'estel binari AB és molt excèntrica (ε = 0,922), variant la separació real entre les dues components des de 7 ua fins a 169 ua; el seu període orbital és de 570 anys. El període de rotació d'ambdós estels és d'aproximadament 21 dies; probablement, la interacció entre ells ha ralentit les velocitats de rotació. Els dos estels posseeixen cromosferes actives. Variacions en la velocitat radial de 36 Ophiuchi B van suggerir la presència d'un company subestel·lar, la massa del qual seria 8 vegades major que la del planeta Júpiter, en òrbita al voltant d'aquest estel; actualment es pensa que aquestes variacions són degudes a la gran activitat cromosférica de l'estel.
36 del Serpentari C (HD 156026 / GJ 664) orbita al voltant de la binària AB a una distància compresa entre 4370 i 5390 ua. És també una nan taronja de tipus K5V catalogat com a variable RS Canum Venaticorum, rebent la designació de variable V2215 del Serpentari. La seva lluminositat equival a 0,087 sols, sent la seva massa el 71 % de la massa solar i el seu radi el 72 % del radi solar.
D'acord amb el seu període de rotació —13,4 dies—, l'edat del sistema, estimada mitjançant girocronologia, és ~ de 590 milions d'anys.